# Alessandro Terrin
Alessandro Terrin (ur. 11 lipca 1985 w Dolo) – włoski pływak specjalizujący się w stylu klasycznym, wicemistrz świata (basen 25 m), mistrz Europy, wielokrotny medalista mistrzostw Europy (basen 25 m).
Jego największym dotychczasowym sukcesem jest srebrny medal mistrzostw świata na basenie 25 m w Szanghaju (2006) oraz złoty medal mistrzostw Europy na basenie 50 m w Budapeszcie w 2006 roku na dystansie 50 m żabką.